# Margareta Wadstein
Margareta Wadstein, född 14 februari 1945 i Västerås, död 17 september 2004, var en svensk jurist och diskrimineringsombudsman.

## Karriär
Margareta Wadstein blev intresserad av juridik i övre tonåren när hon kom i kontakt med jurister i samband med en språkutbildning i Paris. År 1970 avlade hon juris kandidatexamen vid Uppsala universitet.
Mellan 1983 och 1988 arbetade Margareta Wadstein som ställföreträdande jämställdhetsombudsman under dåvarande jämställdhetsombudsmannen Inga-Britt Törnell. År 1988 utnämndes hon till domare vid Stockholms tingsrätt.
Margareta Wadstein anlitades under slutet av 1900- och början av 2000-talet som expert i flera statliga utredningar om kön och etnicitet, däribland Jämställdhetsutredningen, Kvinnovåldskommissionen, Löneskillnadsutredningen, Utredningen om översyn av lagen mot etnisk diskriminering samt Diskrimineringskommittén.
Margareta Wadstein utsågs 1997 till ombudsman mot etnisk diskriminering, och innehade uppdraget fram till sin död 2004. Hon innehade också en rad internationella uppdrag, däribland inom FN:s kvinnodiskrimineringskommitté, hos Frivilligorganisationernas fond för mänskliga rättigheter och Europarådets kommission mot rasism och intolerans (ECRI) och FN:s kommitté för mänskliga rättigheter. 